# Sidney (Indiana)
Sidney es un pueblo ubicado en el condado de Kosciusko en el estado estadounidense de Indiana. En el Censo de 2010 tenía una población de 83 habitantes y una densidad poblacional de 246,51 personas por km².

## Geografía
Sidney se encuentra ubicado en las coordenadas 41°6′18″N 85°44′35″O / 41.10500, -85.74306. Según la Oficina del Censo de los Estados Unidos, Sidney tiene una superficie total de 0.34 km², de la cual 0.32 km² corresponden a tierra firme y (3.85%) 0.01 km² es agua.

## Demografía
Según el censo de 2010, había 83 personas residiendo en Sidney. La densidad de población era de 246,51 hab./km². De los 83 habitantes, Sidney estaba compuesto por el 100% blancos, el 0% eran afroamericanos, el 0% eran amerindios, el 0% eran asiáticos, el 0% eran isleños del Pacífico, el 0% eran de otras razas y el 0% pertenecían a dos o más razas. Del total de la población el 3.61% eran hispanos o latinos de cualquier raza.